# Château d'Ollwiller
 (mars 2021).
La mise en forme du texte ne suit pas les recommandations de Wikipédia : il faut le « wikifier ».
Les points d'amélioration suivants sont les cas les plus fréquents :
- Les titres sont pré-formatés par le logiciel. Ils ne sont ni en capitales, ni en gras.
- Le texte ne doit pas être écrit en capitales (les noms de famille non plus), ni en gras, ni en italique, ni en « petit »…
- Le gras n'est utilisé que pour surligner le titre de l'article dans l'introduction, une seule fois.
- L'italique est rarement utilisé : mots en langue étrangère, titres d'œuvres, noms de bateaux, etc.
- Les citations ne sont pas en italique mais en corps de texte normal. Elles sont entourées par des guillemets français : « et ».
- Les listes à puces sont à éviter, des paragraphes rédigés étant largement préférés. Les tableaux sont à réserver à la présentation de données structurées (résultats, etc.).
- Les appels de note de bas de page (petits chiffres en exposant, introduits par l'outil «  Source ») sont à placer entre la fin de phrase et le point final[comme ça].
- Les liens internes (vers d'autres articles de Wikipédia) sont à choisir avec parcimonie. Créez des liens vers des articles approfondissant le sujet. Les termes génériques sans rapport avec le sujet sont à éviter, ainsi que les répétitions de liens vers un même terme.
- Les liens externes sont à placer uniquement dans une section « Liens externes », à la fin de l'article. Ces liens sont à choisir avec parcimonie suivant les règles définies. Si un lien sert de source à l'article, son insertion dans le texte est à faire par les notes de bas de page.
- La présentation des références doit suivre les conventions bibliographiques. Il est recommandé d'utiliser les modèles {{Ouvrage}}, {{Chapitre}}, {{Article}}, {{Lien web}} et/ou {{Bibliographie}}. Le mode d'édition visuel peut mettre en forme automatiquement les références.
- Insérer une infobox (cadre d'informations à droite) n'est pas obligatoire pour parachever la mise en page.

Pour une aide détaillée, merci de consulter Aide:Wikification.
Si vous pensez que ces points ont été résolus, vous pouvez retirer ce bandeau et améliorer la mise en forme d'un autre article.

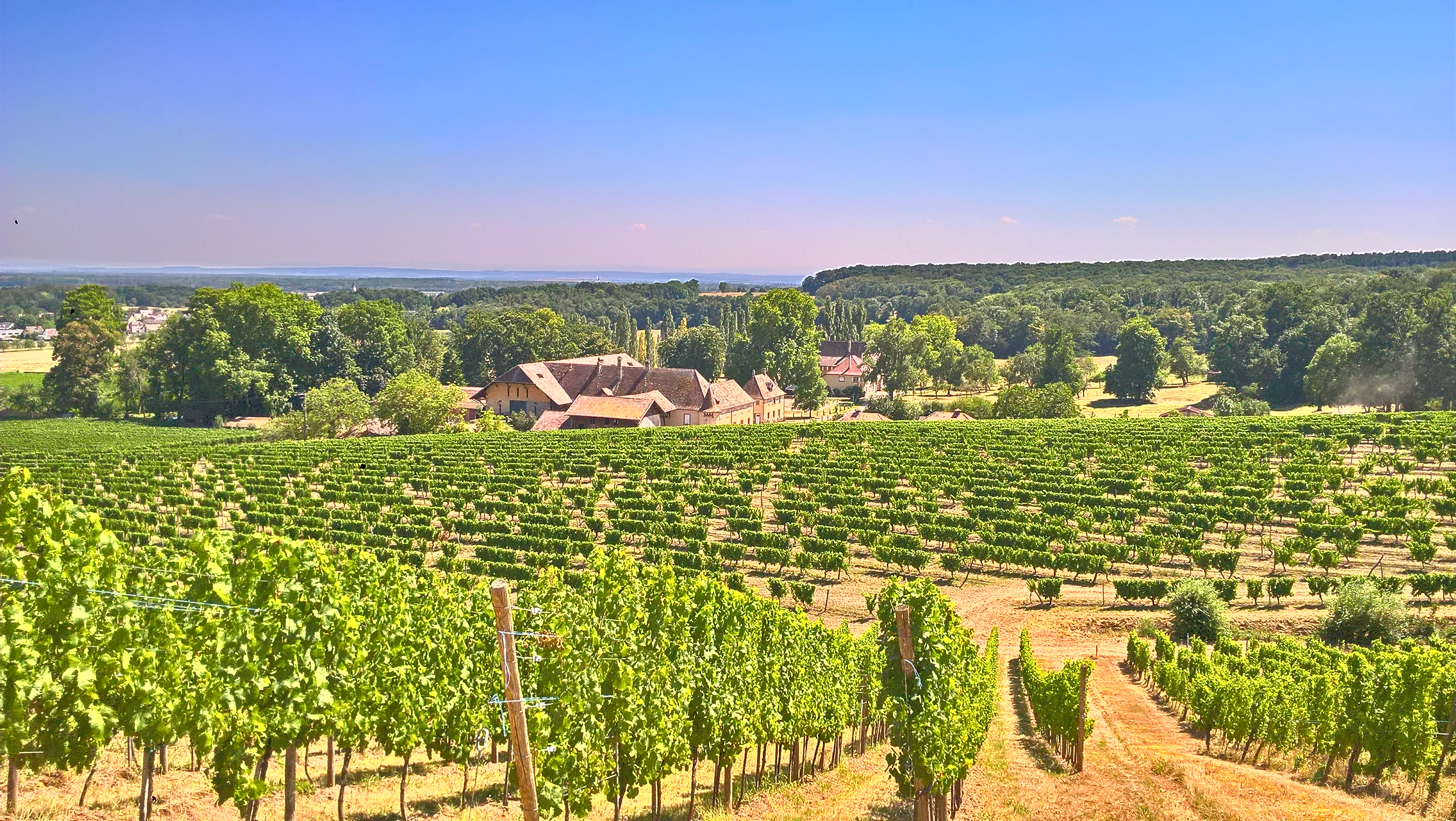
Château d'Ollwiller en arrière-plan. On observe au premier plan le vignoble du château d'Ollwiller

Le château d'Ollwiller est un château sur le banc communal de Wuenheim au pied du Hartmannswillerkopf en Alsace. Il est à environ un kilomètre au sud-ouest du village et à un bon kilomètre à l'ouest-nord-ouest du centre de Hartmannswiller. Ce château est l’un des deux seuls châteaux en Alsace à produire du vin sous la dénomination « château ».

## Origine
Le domaine au lieu dit "Ollwiller" est cité dès le XIIIe siècle comme un bien appartenant à l'abbaye Cistercienne de Lieu Croissant en Franche-Comté. Dès cette époque, les moines y auraient pratiqué la culture de la vigne

## Le château

### La forteresse du Moyen-Âge au château élégant duXIIIesiècle
Le domaine passe en 1260 à la famille Waldner de Freundstein. Celle-ci y fait édifier avec l'accord de son suzerain, l'évêque de Strasbourg, un château fortifié entouré de douves, à condition que l'évêque puisse y laisser une garnison en temps de guerre. Toutefois, le château d'Ollwiller est cité dès l'an de grâce 1180. 
Au cours des siècles, le château subit les assauts du temps et des hommes, la guerre des Rustauds, la guerre de Trente Ans. 
Au XVIIIe siècle, le comte Christian Frédéric Dagobert de Waldner de Freundstein, lieutenant général du roi, disposant de moyens importants, fait raser l'antique forteresse puis construit un château avec des jardins à la française, où séjournent de nombreux personnages importants de l’époque dont Louis XV.

### L'acquisition par un industriel de la vallée de la Thur

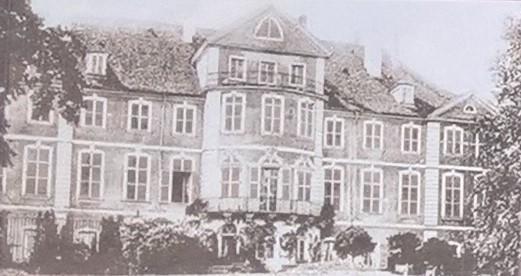
Château d'Ollwiller avant la guerre

Les héritiers du comte Dagobert de Waldner de Freundstein vendent le domaine en 1825 à Jacques Gabriel Gros, industriel de Wesserling. Celui-ci fait rénover les bâtiments alors dans un état d'abandon. Une ferme école départementale y voit le jour de 1849 à 1853.
À la mort de Jacques Gabriel Gros, son fils Aimé Gros-Schlumberger et son petit-fils continuent de developer le domaine et d'embellir le château,.

### Les dommages de la grande guerre

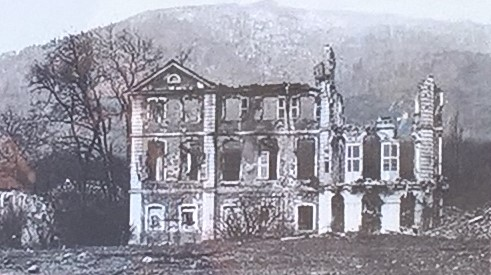
Le château d'Ollwiller détruit en contrebas de la colline du Vieil-Armand en 1916

Pendant la première guerre mondiale, le domaine est réquisitionné pour loger et ravitailler les combattants. En décembre 1914, la famille Gros reçoit l'ordre d'évacuer le domaine et se réfugie à Paris. Les officiers Allemands du génie font arracher les vignes et creuser des tranchées entourés de barbelés.
Dès 1915, les combats font rage au sommet du Hartmannswillerkopf. Lors de la violente offensive de décembre 1915 mené par le général Serret, le château est totalement détruit par les tirs de mortier.
Au retour de la famille Gros après la guerre, celle-ci retrouve un domaine ravagé. Tout est à reconstruire, les terres ont été labourées par les combats, les vignes et vergers sont à replanter.

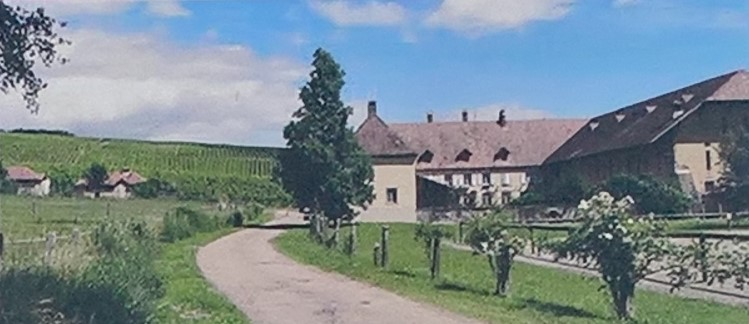
Château D'Ollwiller-vue du manoir actuel

Entre-temps, Aimé Gros-Schlumberger est mort à Paris en 1917. Le domaine échoit à Henry Gros-Bourcart, ingénieur-agronome, qui s'attelle à rétablir les activités agricoles et viticoles. Il entreprend également de reconstruire, d'après les plans anciens, la ferme et les demeures d'habitation avec ce qui subsiste des anciens communs et écurie,.

### Un nouveau domaine viticole

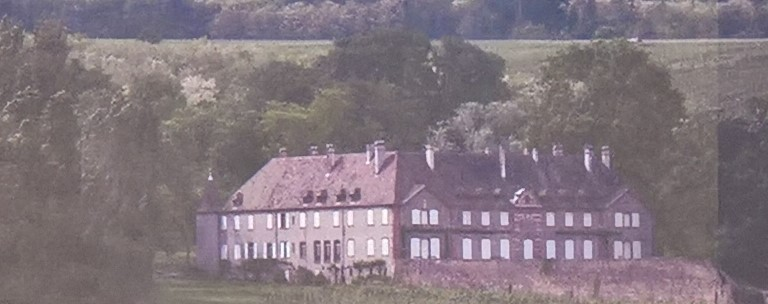
Vue du manoir actuel

Le chantier dure une dizaine d'années, le domaine retrouve une pleine activité au début des années trente, doté des derniers perfectionnement d'une agriculture moderne. En 1959, sous l'impulsion de Jacques Henry Gros, le domaine d'Ollwiller participe à la constitution de la cave du Vieil-Armand. L'exploitation est aujourd'hui celle d'un domaine viticole. Ollwiller et son château donnent leur nom à un grand cru d'Alsace, vin fin et distingué et à un pinot noir qui justifie sa renommée,.
Dans la nuit du 8 au 9 mai 2011, la partie la plus ancienne du château a été détruite par un incendie.

## Dernière acquisition
En 2020, le château d'Ollwiller devient la propriété de la famille allemande Mack, propriétaire et fondatrice du complexe de loisirs Europa-Park. Le journal l'Alsace écrit à ce sujet « Le château d'Ollwiller à Wuenheim devient la propriété de la famille Mack d'Europa-Park. La cave viticole du Vieil Armand peut rêver d'un nouvel essor »,.*

### Le terroir
Le terroir du Grand Cru Ollwiller est composé de marnes et de grès posés sur un socle de calcaire à 10 - 15 mètres de profondeur.
Ollwiller a été classé comme Grand Cru en 1983 lors de la première délimitation des 25 meilleurs terroirs alsaciens.